# Sigismundkirche (Szydłowiec)

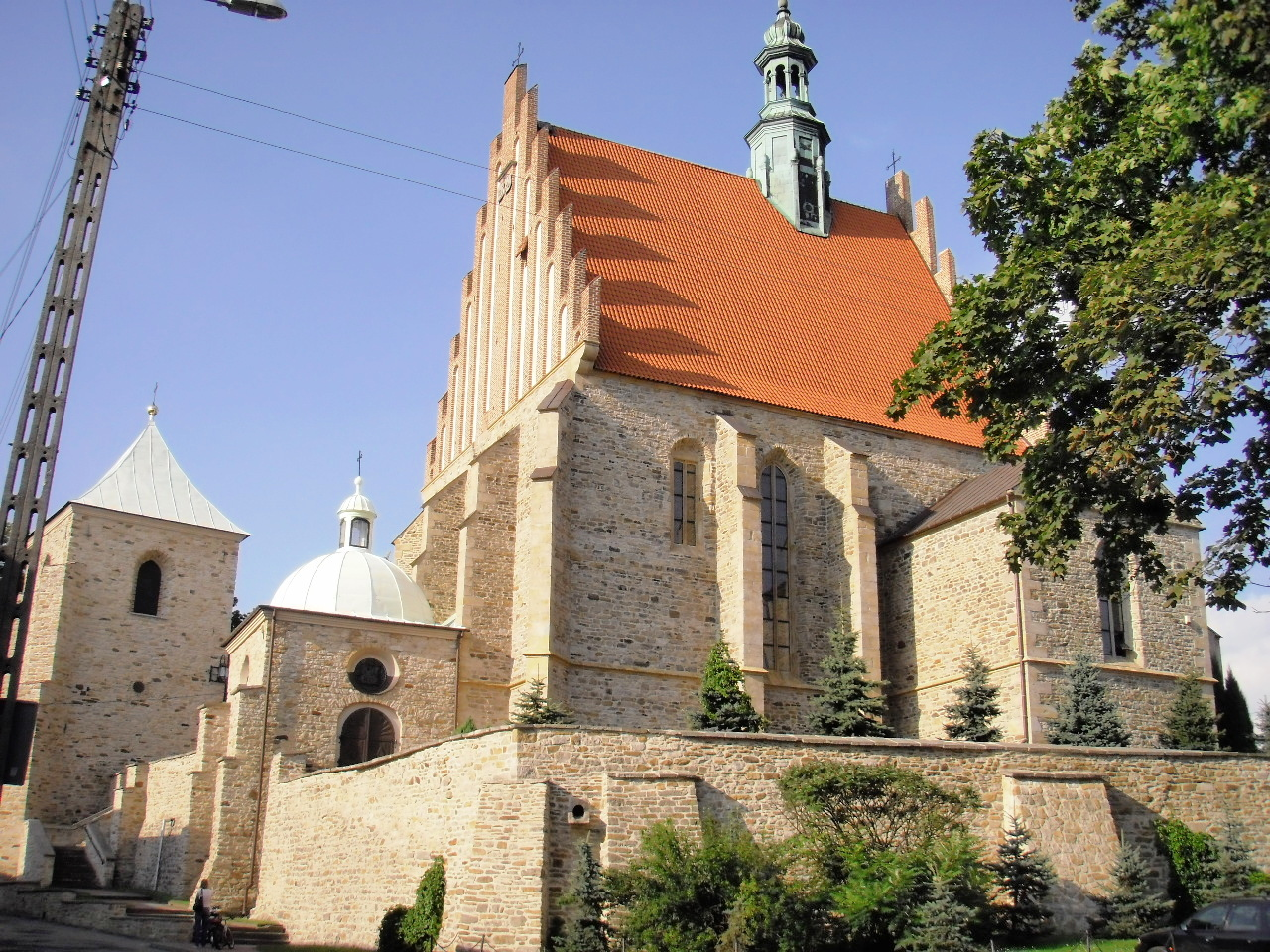
Sigismundkirche

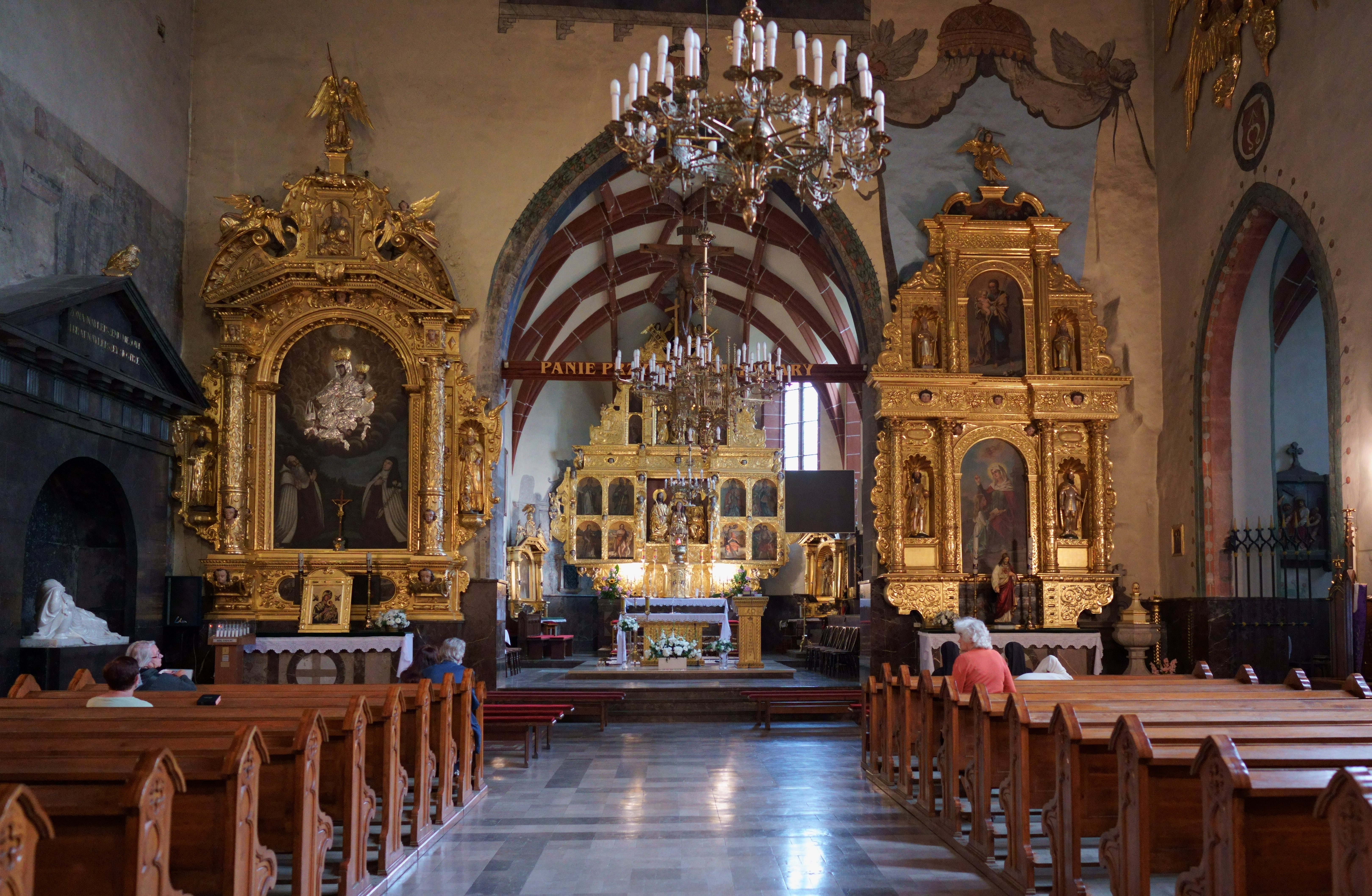
Innenansicht

Die Sigismundkirche in Szydłowiec (polnisch Kościół św. Zygmunta w Szydłowcu) ist eine römisch-katholische Kirche in der Woiwodschaft Masowien in Polen.

## Geschichte
Die Kirche wurde 1401 von der Magnatenfamilie Odrowąż, deren ortsansässiger Zweig sich bald Szydłowiecki nannte, gestiftet und im Laufe des 15. und frühen 16. Jahrhunderts mehrmals im gotischen Stil ausgebaut. Sie diente auch als Grablege der Stifterfamilie. Fresken in der Kirche schuf Stanisław Samostrzelnik aus Krakau. 1563 wurde die Pfarrkirche von Mikołaj Radziwiłł Czarny geschlossen, da er zum kalvinistischen Glauben übergetreten war. Sein Sohn Mikołaj Krzysztof Radziwiłł stellte sie wieder den Katholiken zur Verfügung. In der Kirche befinden sich wertvolle Kunstschätze, unter anderem ein Grabmal aus der Werkstatt von Bartolomeo Berrecci sowie ein gotisches Polyptychon.